# Свети Димитър (Смоквица)
Вижте пояснителната страница за други значения на Свети Димитър.
„Свети Великомъченик Димитър“ или „Свети Димитрий“ (на македонска литературна норма: „Свети Димитър“, „Свети Димитриј“) е възрожденска православна църква в гевгелийското село Смоквица, югоизточната част на Северна Македония. Част е от Повардарската епархия на Македонската православна църква.
Църквата е изградена около 1830 година и цялостно обновена в 1906 година от Андон Китанов. Църквата е трикорабна с дървени тавани, като средният е по-висок и е покрит с квадратни полета, очертани с тънки лайстни. В средата на главния кораб има икона на платно, изобразяваща Исус Христос Вседържител. Покривната конструкция е двускатна, подпряна на осем стълба в два реда (по четири на южната и северната страна). Храмът има хубав иконостас с ценни икони и хубави резбовани с растителни мотиви царски двери, изработени в 1863 година от Андон Китанов. Църквата е зографисана в 1846 година, според надписа от вътрешната страна над главния вход на южния зид.